# José Carlos Pinto (Leichtathlet)
José Carlos Pinto (* 3. Mai 1997 in Lagares da Beira) ist ein portugiesischer Mittelstreckenläufer, der sich auf den 800-Meter-Lauf spezialisiert hat. Er startet für den Verein Benfica Lissabon.

## Sportliche Laufbahn
Erste internationale Erfahrungen sammelte José Carlos Pinto im Jahr 2019, als er bei den erstmals ausgetragenen U23-Mittelmeer-Hallenmeisterschaften in Miramas in 1:52,13 min den fünften Platz belegte. 2021 startete er im 1500-Meter-Lauf bei den Halleneuropameisterschaften in Toruń und schied dort mit 3:56,44 min im Vorlauf aus. Im Jahr darauf gewann er bei den Ibero-Amerikanischen Meisterschaften in La Nucia in 1:46,61 min die Bronzemedaille über 800 Meter hinter dem Spanier Álvaro de Arriba und José Antonio Maita aus Venezuela. Zudem sicherte er sich auch mit der portugiesischen 4-mal-400-Meter-Staffel mit 3:07,23 min die Bronzemedaille hinter den Teams aus der Dominikanischen Republik und Spanien. Anschließend startete er über 800 Meter bei den Mittelmeerspielen in Oran und gelangte dort mit 1:46,73 min auf Rang acht. 2023 schied er bei den Halleneuropameisterschaften in Istanbul mit 1:50,57 min in der Vorrunde über 800 Meter aus. Im Juni wurde er bei der 1. Liga der Team-Europameisterschaft im Rahmen der Europaspiele in Chorzów in 1:47,76 min Fünfter im B-Lauf über 800 Meter. Bei den Crosslauf-Europameisterschaften 2024 in Antalya gelangte er mit 19:04 min auf den neunten Platz in der Mixed-Staffel und bei den Straßenlauf-Europameisterschaften 2025 in Löwen wurde er in 29:03 min 29. im 10-km-Straßenlauf.
In den Jahren 2018 und 2019 sowie 2021, 2022 und 2024 wurde Pinto portugiesischer Meister im 800-Meter-Lauf im Freien sowie von 2021 bis 2023 in der Halle.

## Persönliche Bestleistungen
- 800 Meter: 1:46,61 min, 22. Mai 2022 in La Nucia
  - 800 Meter (Halle): 1:47,97 min, 19. Februar 2023 in Pombal
- 1500 Meter: 3:37,73 min, 27. Juli 2024 in Löwen
  - 1500 Meter (Halle): 3:38,37 min, 22. Februar 2025 in Pombal
- 3000 Meter: 7:50,73 min, 25. April 2024 in Lissabon
- 5-km-Straßenlauf: 13:53 min, 9. März 2024 in Braga
- 10-km-Straßenlauf: 29:03 min, 13. April 2025 in Löwen